# 林肯先生

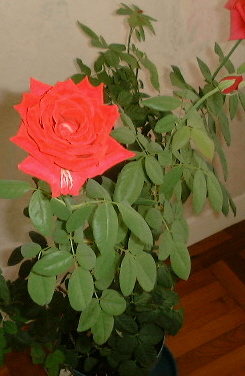
林肯先生（Mister Lincoln）

林肯先生（Rose 'Mister Lincoln'）是一種於1964年引入的杂交茶香月季。 (AARS 1965)  它的花朵大，呈現紅色。 它極其芬芳的香氣，更使它名聞於世 。它的花莖很長，可生長至 1.2 米高，植物本身也可生長至 1 米闊。它的葉子呈不反光暗淡深綠色。 它的花蕾呈深紅色，張開後變成一朵硕大的重瓣花，花瓣呈柔軟光滑的紅色。每朵花有 30-35 片花瓣。它生命力强並可在任何氣候下健康生長。

## 簡稱
- AARS - All American Rose Selection (award)（全美玫瑰評選會）（獎項）